# 漫步人生路
《漫步人生路》，為台灣女歌手鄧麗君在1983年推出的粵語專輯，由香港寶麗金唱片發行。同名主打曲《漫步人生路》是鄧麗君最為膾炙人口的粵語歌曲，在華人世界中亦是家喻戶曉的國民歌曲。

## 簡介
《漫步人生路》是鄧麗君第二張粵語專輯，也是最後一張，專輯共收錄12首歌曲；於1983年5月份推出，海外地區由香港寶麗金唱片發行，台灣地區則晚一個月推出，由歌林唱片代理發行。

## 曲目
1. 漫步人生路 （原曲為中島美雪- 擅長孤獨）
2. 東山飄雨西山晴（原曲為国语歌曲《蘇州河邊》）
3. 怎麼開始（原曲為国语歌曲《如果没有你》）
4. 有誰知我此時情（同名原曲出自鄧麗君1983年的国语专辑《淡淡幽情》，歌詞不變。）
5. 雨中追憶
6. 遇見舊情人
7. 從今日起
8. 遇見你 （原曲為細川高志的北酒場）
9. 可否多見一眼
10. 誰在改變（國語版為《失去的春天》，收錄於1985《償還》及1982臺灣歌林唱片《別把眉兒皺》專輯中）
11. 情話
12. 我要你

## 樂壇影響
專輯獲得不錯的口碑與銷售成績，讓鄧麗君在香港樂壇的地位更上一層樓。同年年底鄧麗君在香港紅磡香港體育館舉辦一連六場的「鄧麗君15週年巡迴演唱會」也獲得了空前成功。